# La Grenouillère (Renoir)
Ne doit pas être confondu avec Bain à la Grenouillère.
La Grenouillère est une huile sur toile de 66 × 81 cm peinte par Pierre-Auguste Renoir en 1869. Elle fait partie de la collection du Nationalmuseum de Stockholm.

## Description
La toile représente le Camembert, un îlot planté d’un arbre unique, reliant l'île au bateau-ponton par des planches étroites et glissantes… qui provoquent chutes et baignades imprévues. 
L'îlot est aussi appelé le Pot-à-fleurs par Guy de Maupassant dans sa nouvelle La Femme de Paul  parue en 1881, dont l'histoire se déroule principalement à la Grenouillère.

## Bain à la Grenouillèrede Claude Monet
Un tableau ayant le même sujet intitulé Bain à la Grenouillère a été peint la même année par Claude Monet. Peint sur l'île de la Grenouillère, au restaurant La Grenouillère, le tableau de Renoir est reproduit sur le lieu de sa création sur le Chemin des impressionnistes.

## Œuvre impressionniste
La technique de peinture impressionniste fut inventée au cours de l'été 1869 quand Renoir et Monet peignirent la Grenouillère sur l'île de Croissy,.

## Provenance
- Edmond Renoir.
- Don anonyme au Nationalmuseum en 1923.

## Série
Cette toile est l'une des quatre de la série peinte par Renoir en 1869.
Le tableau de la collection américaine figure dans une vente anonyme, à l’hôtel Drouot du 29 avril 1901 sous le numéro 33 du catalogue, dont l'expert est Paul Durand-Ruel et le commissaire-priseur Paul Chevalier.

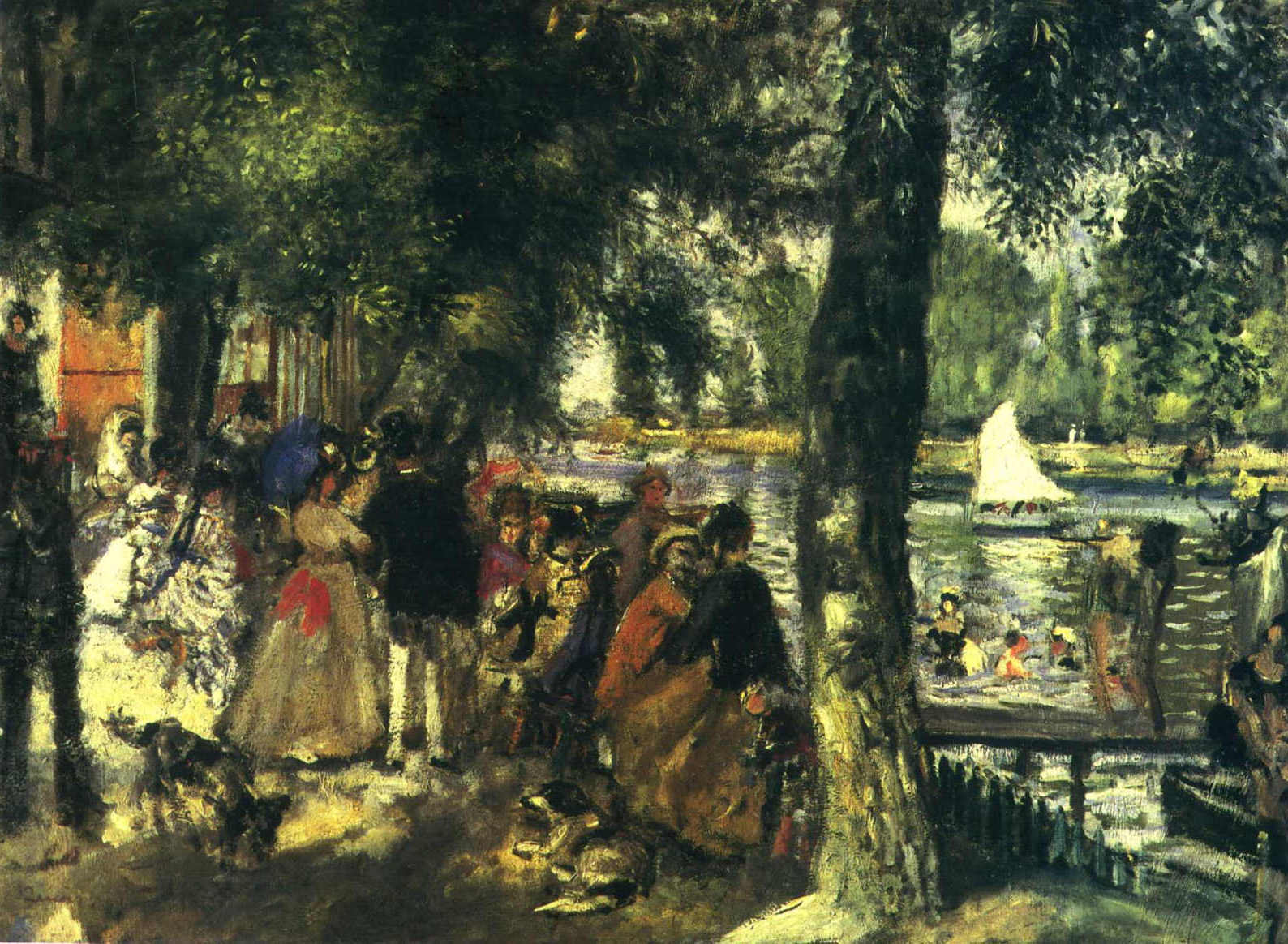
La Grenouillère, 1869, musée de l'Ermitage.
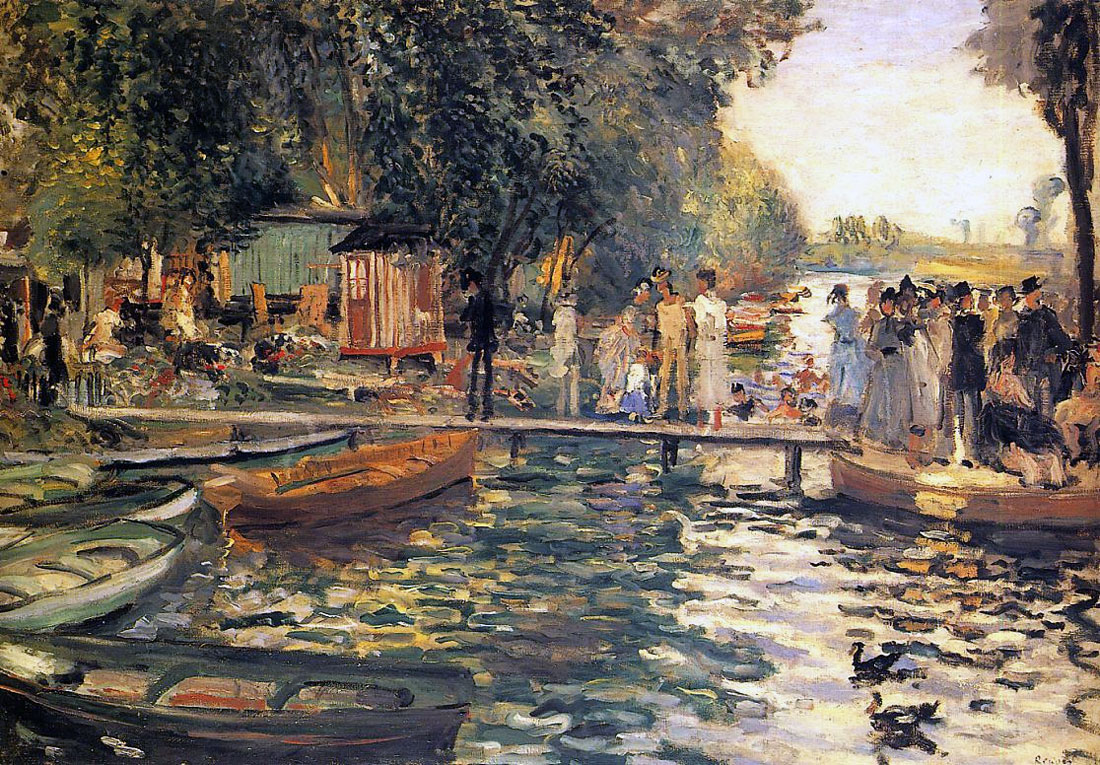
La Grenouillère, 1869, musée Oskar Reinhart « Am Römerholz ».
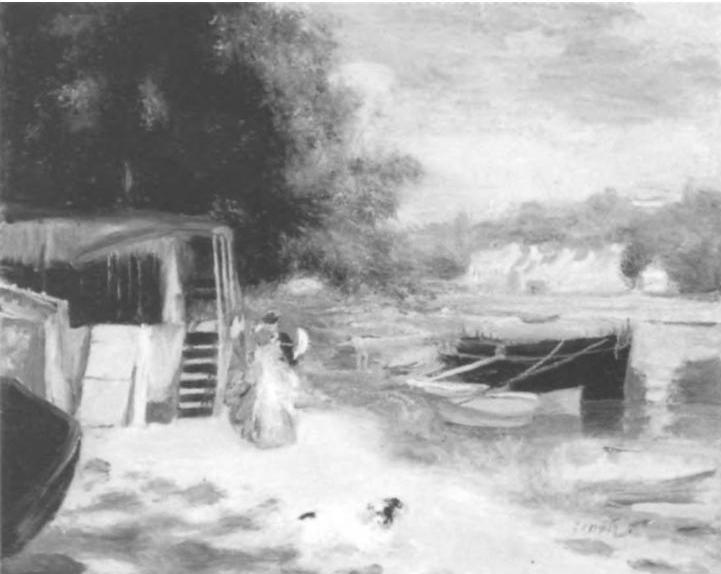
La Grenouillère, 1869, collection particulière, USA.